# Orunia
Orunia (kaszub. Òruniô, niem. Ohra, inne warianty nazewnicze: Oruń, Orania, Orana, Ore) – osiedle mieszkaniowo-przemysłowe w Gdańsku, część dzielnicy Orunia-Św. Wojciech-Lipce.

## Położenie

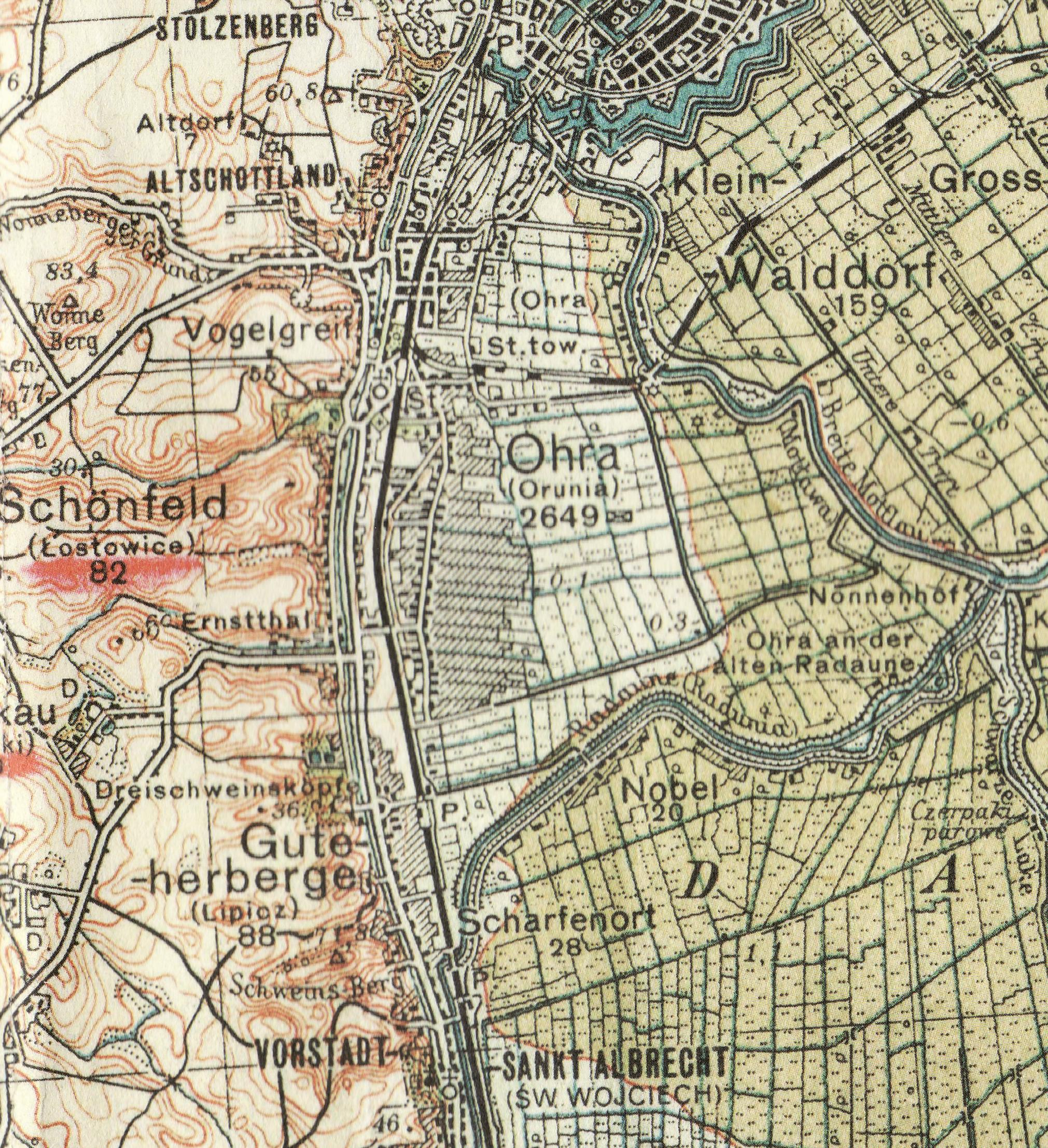
Orunia i okolice w 1938

Orunia po przyłączeniu w 1933 do Gdańska stała się dzielnicą. Według obecnej nomenklatury Orunia jest osiedlem leżącym w dzielnicy Orunia-Św. Wojciech-Lipce. W skład osiedla wchodzą następujące jednostki morfogenetyczne:
- Chmielniki
- Dolnik
- Mniszki
- Orunia nad Motławą
- Orunia nad Radunią
- Ptaszniki
- Oruńskie Przedmieście.

### Sąsiednie podjednostki
- od północy: Biskupia Górka, Zaroślak, Stare Przedmieście, Dolne Miasto
- od zachodu: Stare Szkoty, Chełm, Ujeścisko, Orunia Górna
- od wschodu: Olszynka Mała, Krępiec (wieś)
- od południa: Maćkowy, Lipce, Niegowo

## Warunki geograficzne

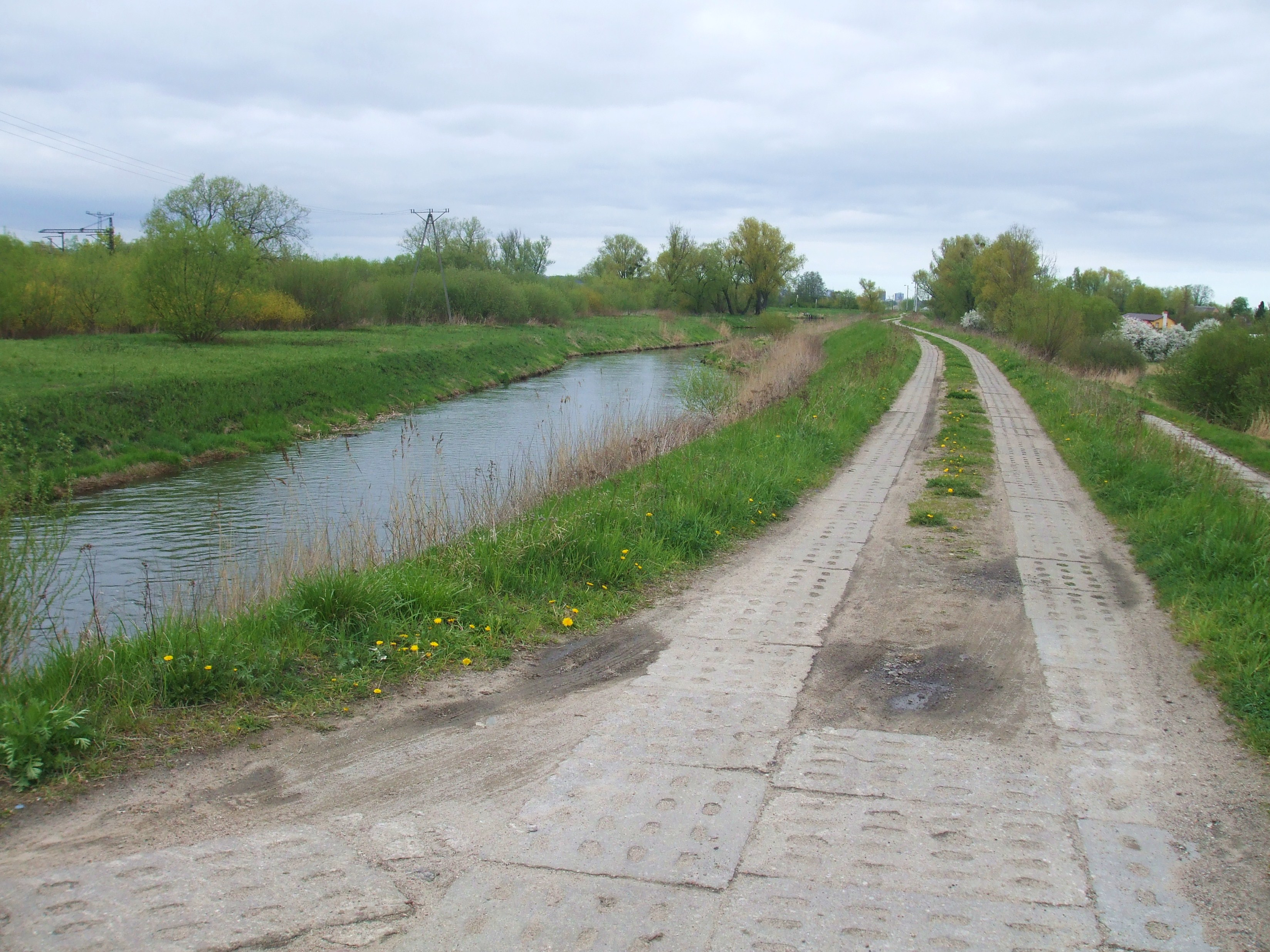
Większość Oruni stanowi nizina z licznymi ciekami

Ciekawym dla położenia Oruni jest fakt, że leży ona na granicy dwóch polskich mezoregionów: Pojezierza Kaszubskiego i Żuław Wiślanych. Granica pomiędzy nimi przebiega mniej więcej na Kanale Raduni.

### Ukształtowanie terenu
W ukształtowaniu terenu Oruni widać granicę pomiędzy mezoregionami. Najwyższym wzniesieniem jest Góra Łez – morenowe wzniesienie wysokości o 54 m n.p.m. Podjednostka Ptaszniki leży w całości na Wzgórzu Ptaszników, które oddzielone jest od Góry Pięciu Braci przez zespół przyrodniczo-krajobrazowy Dolina Potoku Oruńskiego. Zaś pomiędzy wyżynnym Chełmem a Wzgórzem Ptaszników leży jar, w którym znajduje się podjednostka Oruńskie Przedmieście.
To jednak tylko mała część osiedla – pozostałe podjednostki umiejscowione są na nizinie Żuław Gdańskich. Depresja dochodzi tu do 0,3 m p.p.m. Cały obszar Dolnika leży na byłych polderach poprzecinanych rowami. Na peryferiach Dolnika można zaobserwować typowy krajobraz Żuław z wierzbami.

### Cieki

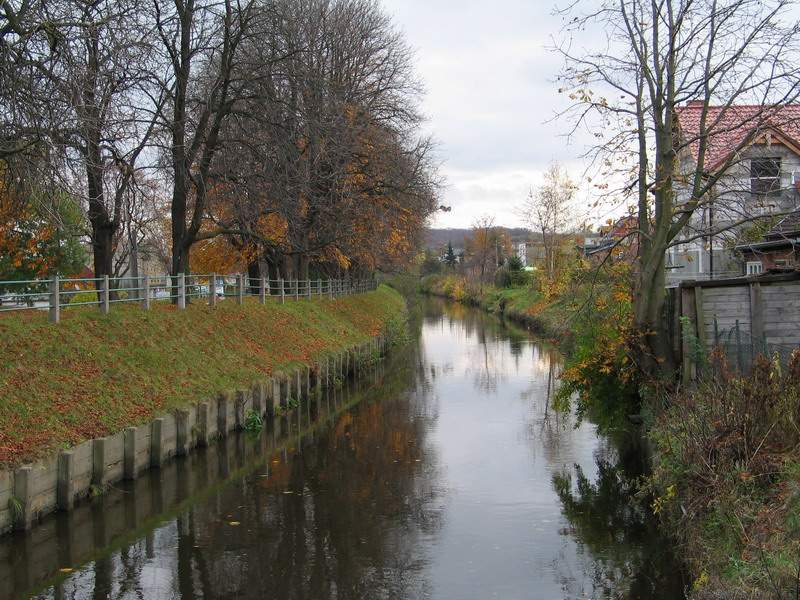
Kanał Raduni

Płynące przez osiedle lub po jego granicach:
- Kanał Raduni
- Potok Oruński
- Motława
- Radunia
- Opływ Motławy

Wschodni kraniec Oruni znajduje się na Krępcu, czyli zlewisku trzech rzek: Motławy, Raduni i Czarnej Łachy.

### Wzgórza
Na Oruni zarysowały się szczególnie cztery wzgórza:
- Góra Łez 54 m n.p.m.
- Góra Pięciu Braci 41 m n.p.m.
- Góra Gliniana
- Wzgórze Ptaszników.

W związku z równinnością terenu osiedla, ich wysokość względna od strony wschodniej jest prawie taka sama. Od zachodu przylegają do Górnej Oruni. Góra Łez wzięła swoją nazwę od miejsca starcia w czasie wojen napoleońskich. Góra Pięciu Braci bierze nazwę z miejscowej legendy związanej z pięcioma (obecnie dwoma) głazami leżącymi na jej zboczach.

## Historia

### Kwestia nazwy

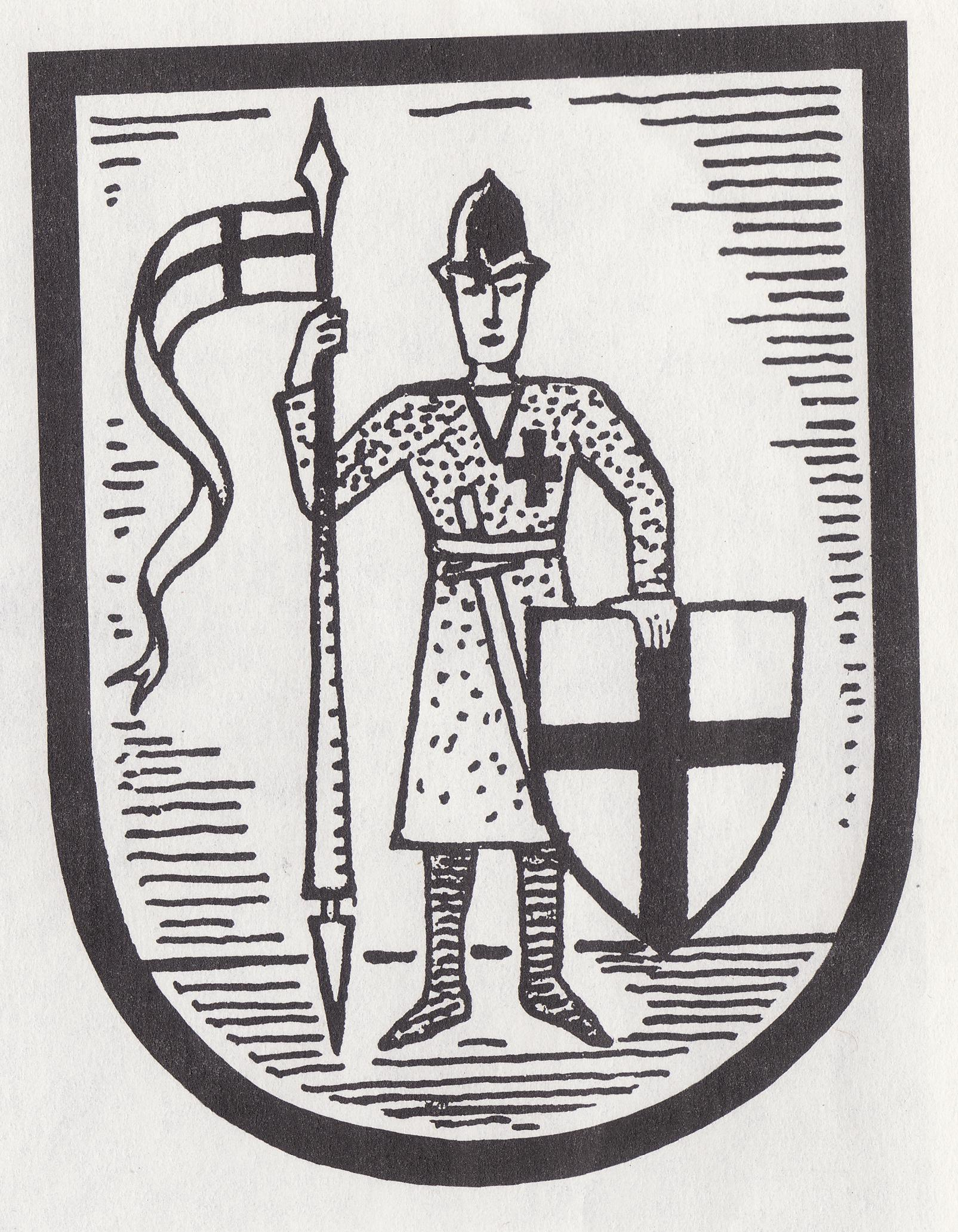
Herb Oruni ustanowiony w 1924 przez Senat Wolnego Miasta Gdańska, przedstawiający pieszego rycerza krzyżackiego na czerwonym polu

Dawne nazwy: Ore (1338), Orana (1356), Orania (łacina), Oruń (1710), Ohra (po 1885).
Jerzy Samp w swojej książce Orunia stawia tezę, że nazwa Orunia pochodzi od słowiańskiego słowa Orana (bądź Orania) oznaczającego rwący potok. Prawdopodobnie chodzi o dzisiejszy Potok Oruński, który przed wybudowaniem Kanału Raduni był znacznie dłuższy i uchodził do Motławy, przecinając tym samym Orunię przez całą jej szerokość. Niemcy przekształcili słowiańską nazwę w zniemczone Ohra bądź gwarowe gdańskie die Aur.
Według niemieckojęzycznych legend nazwa Oruni pochodzić ma od nazwiska gdańskiego komtura Albrechta von Ore, który poległ w bitwie pod Płowcami w 1331.
W ostatnich czasach osiedlu nadaje się nieprawidłową nazwę Orunia Dolna. Wzięła się ona z potrzeby rozróżnienia Oruni od Oruni Górnej – nazwy osiedla wybudowanego w latach 90. XX wieku na wzgórzach pomiędzy Ujeściskiem a Orunią. Nazwa Orunia Górna nie ma żadnego odniesienia do historii.

### Średniowiecze
Od wczesnego średniowiecza przebiegał przez Orunię znany trakt kupiecki zwany Via mercatorum. Wieś dzięki usytuowaniu i urodzajnym glebom rozwijała się.
Znajdująca się we władaniu zakonu krzyżackiego Orunia otrzymała prawo chełmińskie 2 czerwca 1338 z rąk ówczesnego komtura gdańskiego Winricha von Kniprode, który osadził tu rzemieślników. W XIV wieku wieś liczyła 50 łanów chełmińskich (840 hektarów), istniały tu karczma i młyn. W XV wieku Krzyżacy przekopali Kanał Raduni. W 1412 komtur zezwolił na spław drewna i uruchomienie nad kanałem dwóch tartaków. Orunia zaczęła się dynamicznie rozwijać. W latach 1431–1433 wieś była pustoszona (w 1433 pożar) przez husytów, walczących po polskiej stronie. Została szybko odbudowana. W 1454 Orunia powróciła we władanie polskie. Wieś dwukrotnie uległa zniszczeniu podczas wojny trzynastoletniej, m.in. w czasie pożaru w 1461 roku. W 1506 Orunię nawiedziła powódź.

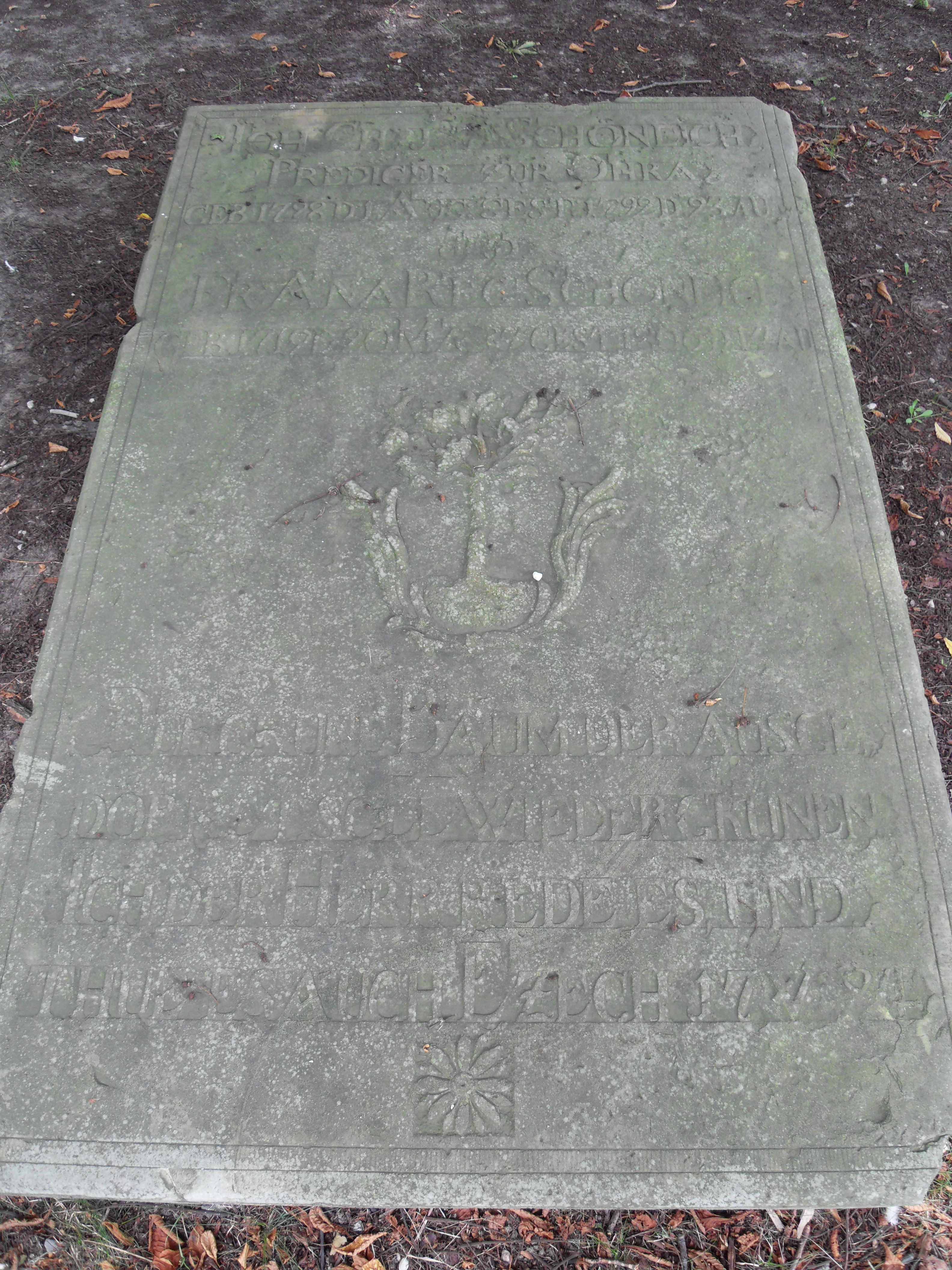
Płyta nagrobna pastora z Oruni, zmarłego w 1792

### Nowożytność
Wieś należąca do Gdańskiej Wyżyny terytorium miasta Gdańska położona była w drugiej połowie XVI wieku w województwie pomorskim.
W 1519, wobec zagrożenia krzyżackiego, Orunia została spalona przez załogę Gdańska. Podobny los spotkał wieś w 1577 podczas wojny Rzeczypospolitej z Gdańskiem. Dalej historia była już łaskawsza. Wieś ta stała się popularnym miejscem odpoczynku gdańskich patrycjuszy.
Około 1550 został założony cmentarz ewangelicki pw. Świętego Jerzego (cmentarz został zlikwidowany w 1956).
W 1656, podczas potopu szwedzkiego, Orunia została ograbiona przez Szwedów.
Na miejscu obecnego dworku parkowego gościł August II Mocny.
W XVII wieku rzemieślnicy holenderscy zaczęli tworzyć wzdłuż Kanału Raduni garbarnie, farbiarnie i warsztaty tkackie. Na urodzajnych polach powstawały plantacje tytoniu.
W 1709 Orunię nawiedziła klęska głodu, a następnie epidemia cholery.
29 września 1717 gościł na Oruni car Piotr I Wielki, który zatrzymał się w budynku dzisiejszej szkoły muzycznej jako gość księcia Dołgorukiego.
W 1734 na Starych Szkotach znalazł schronienie Stanisław Leszczyński. Umocniona Orunia odpierała ataki Rosjan i Sasów w czasie toczącej się wojny sukcesyjnej polskiej. Tu też, w kwaterze rosyjskiego feldmarszałka Münnicha, po udanej ucieczce króla Stanisława Leszczyńskiego do Królewca, 7 lipca 1734 podpisano akt kapitulacji Gdańska.
W 1770 Gottfried Reyger założył tu znany ówcześnie ogród botaniczny.
Do II rozbioru na Oruni, w miejscu dzisiejszego domu kultury, swoją wiejską rezydencję miała rodzina Schopenhauerów. Tutaj także spędzał dzieciństwo ważny filozof epoki nowożytnej Arthur Schopenhauer. Pozostałością po ogrodach ich rezydencji jest dzisiejszy Park Schopenhauera.
W 1793 Orunię zamieszkiwało 2098 osób.

### XIX wiek
W 1807, podczas oblężenia Gdańska przez wojska napoleońskie, wieś została spalona. Wycofujący się w 1813 Francuzi uczynili to samo. Dzieła zniszczenia dopełniły orkan w 1818 roku oraz pożar w 1829 roku.
W 1819 po wojnach spisano 239 „dymów” i 1239 „dusz”. Tamtejszy spis wymienia również dwie destylarnie alkoholu, gospodę i dwa wiatraki odwadniające, które znajdowały się na wschód od ulicy Wołyńskiej i nieco na południe od ulicy Równej.
W latach 1850–1852 przez całą długość Oruni została przeprowadzona linia kolejowa Gdańsk-Tczew. Wpłynęło to silnie na charakter wsi, zmieniając jej układ przestrzenny i dzieląc ją na dwie części. Izolację tych części pogłębiła likwidacja w przez PKP w XX wieku 3 przejazdów kolejowych na wysokości ulic Rejtana, Bocznej i Ukośnej.
W 1858 osada liczyła 3,5 tysiąca mieszkańców. Dominowali protestanci. Wraz z rozwojem gospodarczym Gdańska i industrializacją, wieś zaczęła przeobrażać się w osiedle robotnicze. Powstały smolarnia i do dzisiaj istniejąca papownia. Orunia była uznawana za największą wieś w Prusach Zachodnich.
W 1864 w Oruni (bez Chmielnika, który w 1814 został przyłączony do Gdańska) było już 507 budynków. W 1869 mieszkało tutaj 4198 ludzi, 20 lat później – już 5507. Po koniec XIX wieku wieś posiadała kościół, trzy szkoły, aptekę, dwie fabryki papy, wytwórnię octu, garbarnię, parowy młyn zbożowy, pocztę i telegraf.
W 1878 do Oruni doprowadzono linię tramwaju konnego z Gdańska. Przewidywana rozbudowa linii tramwajowej w kierunku Lipiec i Świętego Wojciecha nie została zrealizowana na skutek spodziewanej silnej konkurencji ze strony kolei.

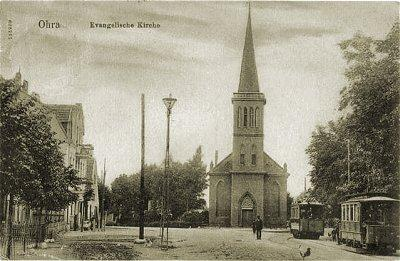
Dzisiejsza ul. Gościnna na początku XX wieku

Na przełomie XIX i XX w granicach Oruni funkcjonowały trzy browary:
- Brauerei A.Fischer jun. Inh. Rud. Winkelhausen, Altschottland 68 (Trakt św. Wojciecha) – 1827–1912
- Danziger Malzbier Brauerei Bernhardt Behrendt (Gdański Browar Piwa Słodowego), Hauptstrasse 4 (ul. Dworcowa) – 1892–1908
- Walter Kämmerer Brauerei, Stadtgebiet 12 (Trakt św. Wojciecha) – 1904–1908

### Czasy najnowsze
W 1902 roku na Oruni zatrzęsła się ziemia. Jedyną ofiarą trzęsienia ziemi był motorniczy tramwaju, który złamał rękę.
W 1905 liczba mieszkańców przekroczyła 10 000. W tym samym roku mistrz ślusarski Christian August Kirschberger założył Fabrykę Konstrukcji Żelaznych (późniejszy Zakład Odlewniczy „Żeliwiak”), której hale produkcyjne wzniesiono przy nieistniejącej dziś ul. Tylnej.
W okresie Wolnego Miasta Gdańska dzielnica była znaczącym skupiskiem ludności polskiej – osiedlali się tutaj Kaszubi i Kociewiacy szukający pracy w Gdańsku.
W 1923 roku Orunia liczyła 2798 gospodarstw, które zamieszkiwało 12 113 osób. Była to największa wieś na całym Pomorzu. Na czele administracji stał urzędnik tytułowany burmistrzem, którym był senator Wolnego Miasta Rax Rammiger.
15 sierpnia 1933 Orunia została przyłączona w granice administracyjne miasta i stała się dzielnicą Gdańska. Należy do okręgu historycznego Niziny. W latach trzydziestych Orunia, uważana za bastion ruchu komunistycznego, była biedną dzielnicą, zamieszkałą w większości przez robotników i rzemieślników, z których tylko nieliczni byli mistrzami. Przed 1939 miejsce antypolskich wystąpień. Duża część oruńskich Polaków jeszcze we wrześniu 1939 roku została aresztowana i przewieziona do obozu przejściowego w Bramie Nizinnej, skąd trafiła do obozu w Nowym Porcie.
Dnia 27 marca 1945 dzielnicę zdobyła Armia Czerwona. Zniszczenia były umiarkowane. Zalane przez wycofujące się wojska niemieckie pola (747 ha) osuszone zostały rok później przez grupę 5 rolników.
W 1956 zamknięto ewangelicki cmentarz św. Jerzego, znajdujący się między ulicą Gościnną a torami kolejowymi, czynny od około 1550. W 2009 na jego terenie odsłonięto obelisk, ufundowany przez Miasto Gdańsk i zawierający łacińską sentencję z Apokalipsy (Absterget Deus omnem Lacrimam ab Oculis, Ap 21,4).
W 1962 na terenie dzielnicy powstało kino „Kosmos”.
W 1972 zlikwidowano linię tramwajową z Gdańska wraz z pętlą przy ul. Gościnnej.
9 lipca 2001 miała miejsce powódź w Gdańsku. Po ulewnych deszczach, Kanał Raduni przerwał wał w trzech miejscach, zalewając Orunię.
27 lipca 2018 przy ul. Smoleńskiej otwarto pierwszą na terenie dzielnicy pływalnię krytą, zbudowaną kosztem 13,4 mln zł. Składa się ona z basenu o wymiarach 25 na 12,5 m (cztery tory o głębokości od 1,1 do 1,8 m), basenu rekreacyjnego o wymiarach 12,5 na 5 m (gł. 0,8–0,9 m) oraz strefy rekreacyjnej o głębokości od 1,1 do 1,22 m z urządzeniami do masażu (masaż ścienny: trzy stanowiska po dwie dysze, masażery do karku, gejzer i ławeczka masażu powietrznego), a także z sauny fińskiej na 8 osób. W październiku 2018 z basenu skorzystały 7184 osoby.
26 czerwca 2019 przy ul. Trakt św. Wojciecha doszło do wielkiego pożaru magazynu, w wyniku którego przez wiele godzin ulica pozostawała zamknięta dla ruchu.
W końcu 2020 ogłoszono przetarg na budowę do połowy 2020 przy ul. Dworcowej 11 dwukondygnacyjnego Oruńskiego Domu Sąsiedzkiego.

### Liczba ludności
- 1793 – 2098 osób
- 1819 – 1239 osób
- 1869 – 4198 osób
- 1889 – 5507 osób
- 1923 – 12 113 osób[7]

Znani związani z dzielnicą Orunia
- Grażyna Wolszczak – polska aktorka filmowa i teatralna[21]

## Architektura
Orunia nosi ślady po swojej wiejskiej przeszłości. Niektóre ulice mają typowo wiejską zabudowę jak np. ul. Żuławska. Najcenniejszym zabytkiem w granicach osiedla jest podcieniowa kuźnia z 1801. Jest ona ulokowana przy ul. Gościnnej, która była kiedyś centralnym wiejskim placem. Położone przy nim są najważniejsze zabytki osiedla, np.: nawiązujący do gdańskiej architektury sakralnej kościół św. Jana Bosko z 1820-1823 prezentujący styl neogotycki, willa Wdowy Peters (obecnie poczta), czy przedwojenny ratusz dzielnicy z płaskorzeźbami.
Od początku XX wieku Orunia zaczęła nabierać podmiejskiego charakteru. Zaczęły powstawać kamienice czynszowe, będące przykładem mieszczańskich stylów secesyjnego i eklektycznego. Takie kamienice zachowały się przy ulicach: Trakt św. Wojciecha, Podmiejska, Sandomierska, Gościnna, Dworcowa, Rejtana, Przy Torze. Liczne obiekty zostały zrealizowane w duchu historyzmu. Przykładami mogą być neorenesansowy gmach byłej Drukarni Oruńskiej (Trakt św. Wojciecha 57) czy kamienice przy ul. Podmiejskiej 8 i 11B. Architekturę neoromańską reprezentuje tylko kamienica przy ul. Dworcowej 14. Inspiracje barokiem zauważyć można w budynkach przy ul. Trakt św. Wojciecha 65, 93, 105-107, Podmiejskiej 11B i Dworcowej 12.
W latach dwudziestych na terenie Dolnika w rejonie ulicy Żuławskiej, Niemcy wybudowali osiedle jedno- i dwupiętrowych domów robotniczych. Planowano dalszą budowę na pustkowiach Dolnika.
Za czasów PRL-u na Oruni zaczęły powstawać bloki z wielkiej płyty. Nieduże ich skupiska znajdują się na Dolniku i w rejonie ulicy Głuchej. Na Oruńskim Przedmieściu wybudowano osiedle punktowców. Zabudowa Ptaszników składa się praktycznie tylko z bloków czteropiętrowych.

### Zabytki

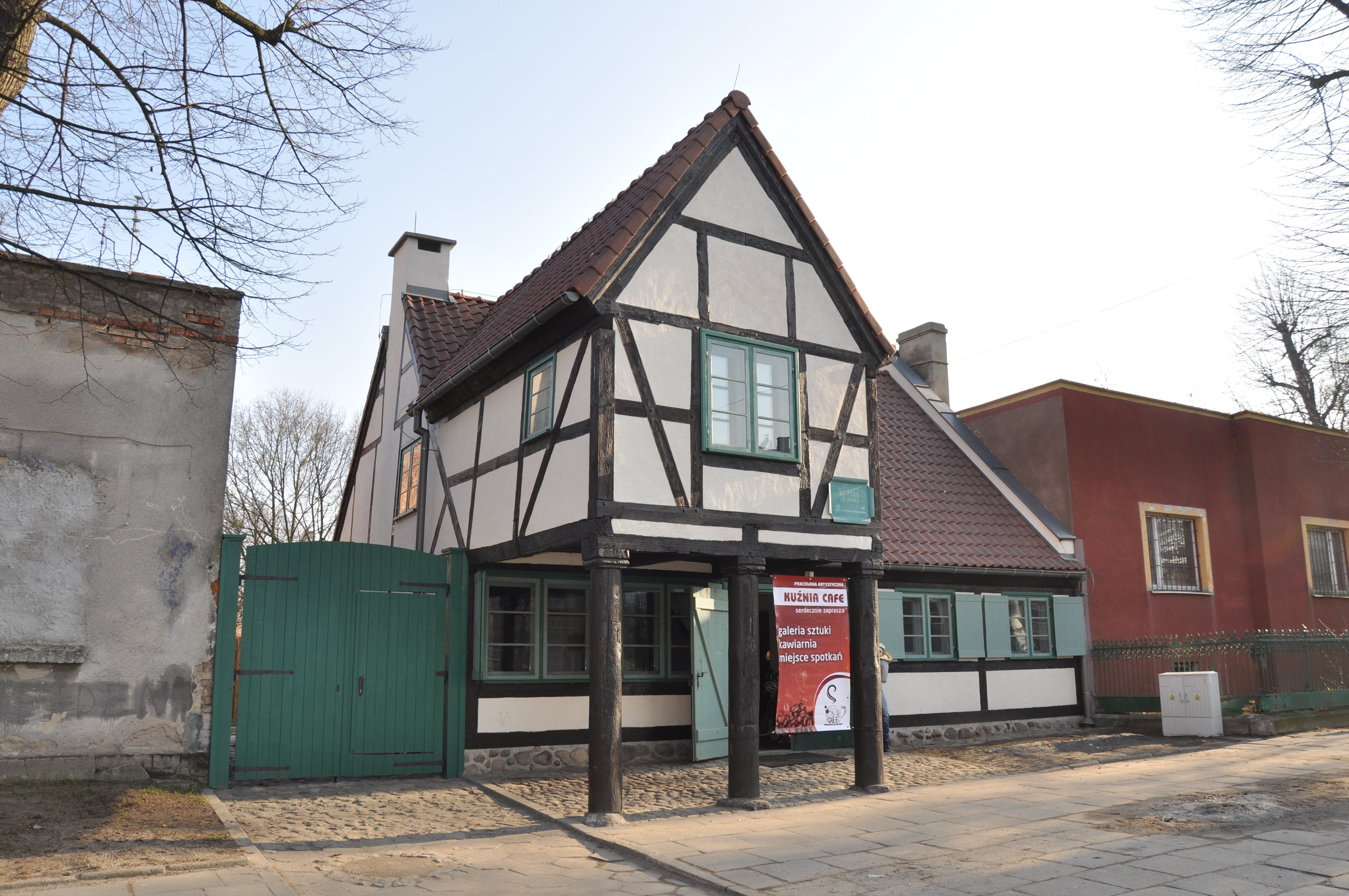
Kuźnia z 1801, ul. Gościnna

- Kościół św. Jana Bosko z 1823 (dawniej kościół protestancki pod wezwaniem św. Jerzego)
- Kuźnia Oruńska z 1801, od ok. 1880 w obecnym kształcie z podcieniami, od 1983 w rejestrze zabytków
- Park Oruński
- Park Schopenhauera
- Zbiornik Wody Stara Orunia z 1869
- Dwór Oruński
- Dawna karczma „Pod kolorowym koziołkiem” przy ul. Gościnnej 13 (mur pruski z końca XIX wieku, najstarsza zachowana karczma na Oruni, z wizerunkiem szarego koziołka)
- Dawny ratusz i urząd stanu cywilnego z 1867 (do 2010 siedziba komisariatu milicji/policji)[24] przy ul. Gościnnej 1, zbudowany w stylu neogotyckim w końcu XIX wieku, z ozdobnymi szczytami oraz płaskorzeźbami Temidy i Demeter (patronek sprawiedliwości i urodzaju) na froncie. W budynku ratusza jeszcze za czasów odrębności gminy oruńskiej znajdował się posterunek policji. W latach 1930–1941 przejściowo były tu także: ośrodek pomocy bezrobotnym, urząd ds. młodzieży, urząd pomocy społecznej, od 1935 roku urząd stanu cywilnego i policja kryminalna, a od 1940 roku oddział organizacji odpowiedzialnej za obronę przeciwlotniczą (Luftschutz Reviergruppe 6). W ramach rewitalizacji dzielnicy w 2016 budynek przejęło miasto z przeznaczeniem na mediatekę (filia Wojewódzkiej i Miejskiej Biblioteki Publicznej) i siedzibę Rady Osiedla[25]. W 2018 ogłoszono przetarg na opracowanie projektu adaptacji budynku[26], w ramach której odnowiono jego elewację, przebudowano dach, a na poddaszu zbudowana została antresola. Otwarcie ofert w przetargu na przeprowadzenie prac budowlanych nastąpiło w marcu 2020[27], a w maju 2020 podpisano umowę z wykonawcą na prace o wartości 5,8 mln zł, z (dotrzymanym) terminem realizacji we wrześniu 2021[28][29]. Oddanie obiektu do użytku nastąpiło jednak 5 lutego 2022[30][31]
- Budynek obecnej szkoły muzycznej (niegdyś karczma „Harmonia”, w niej nocował Car Piotr I – założyciel Imperium Rosyjskiego). W okresie międzywojennym istniała tu kawiarnia Kirschbergera („Cafe Kirschberger”), za którą znajdowały się staw i mały ogród zoologiczny[32][33]
- Willa wdowy Peters (budynek poczty) w stylu eklektycznym przy ul. Gościnnej 6
- Dom „Pod złotym lwem” z 1920 r. przy ul. Gościnnej 5, z płaskorzeźbą lwa w szczycie
- Drukarnia Gdańska, Trakt św. Wojciecha 57
- Hotel przy Trakcie św. Wojciecha nr 113, z 1910 lub 1920 r. W budynku miała siedzibę jednostka wojskowa Armii Czerwonej, potem działały m.in. poczta i przychodnia, od poł. l. 60 mieszkania dla milicji, a następnie policyjna bursa; planowana przebudowa na hotel ze 170 pokojami i dobudowanie 5-kondygnacyjnego skrzydła[34][35]
- Kamienice czynszowe z początku XX wieku
- Przedwojenny słup ogłoszeniowy przy ul. Gościnnej. W górnej części stare napisy w języku niemieckim[36][37].

Pamiątką po przeszłości dzielnicy są również przedwojenne napisy zachowane na budynkach przy Raduńskiej 1, Podmiejskiej 8, 14, 17 oraz Trakcie św. Wojciecha 57, 64 i 201.

### Parki i skwery
Orunia jest dzielnicą Gdańska posiadającą dużo terenów zielonych. Wyróżnia się trzeci co do wielkości w Gdańsku park – Park Oruński o powierzchni 19 ha. Liczba znajdujących się w nim pomników przyrody jest większa niż w Parku Oliwskim. W końcu 2014 zakończono pierwszy etap jego rewaloryzacji.
Istnieje jeszcze zaniedbany Park Schopenhauera. Rośnie w nim topola posiadająca metr nad ziemią 410 cm w obwodzie. Jest ona pomnikiem przyrody. Na osiedlu znajdują się także 3 zieleńce.
Na Oruni znajduje się 12 pomników przyrody (wierzby przy ul. Diamentowej, dęby przy ul. Raduńskiej, buk czerwonolistny przy ul. Uroczej, dwa buki przy ul. Nowiny i kilka obiektów w Parku Oruńskim). Niektóre z drzew mają ponad 300 lat.

## Historyczne nazwy ulic
W nawiasach umieszczono dosłowne tłumaczenie nazw ulic z języka niemieckiego
- Batalionów Chłopskich – Ob.- i Unt.- Pfarrdorf („Górna- i Dolna Wieś Kościelna (Farna)”)[43]
- Brzegi – Radauneufer (Wybrzeże Raduni)
- Cienista – Neuweinberg (Nowa Winna Góra)
- Dworcowa – An der Ostbahn (Przy Kolei Wschodniej)
- Gościnna – pierwotnie Johann-Rickmers-Straße', następnie Hauptstrasse (Główna) + Schulstrasse (Szkolna) > Walki Młodych
- Małomiejska – Schönfelderweg (Droga Łostowicka)
- Mostowa – An der roten Brücke (Przy Czerwonym Moście)
- Piaskowa – Sandgrube (Piaskowa)
- Podmiejska – An der Schönfelder Brücke (Przy Moście Łostowickim)
- Przybrzeżna – An der Mottlau ('Nad Motławą)
- Raduńska – Radaunenstrasse (Raduńska)
- Rejtana – Wurstmachergasse (od nazwiska właściciela działek w tej okolicy, a nie od zawodu masarza, Januszajtis błędnie tłumaczył jako Kiełbaśników[44])
- Równa – Kieperdamm (Grobla Miedziowników)
- Trakt Św. Wojciecha (w latach 1949–1998[45] cała ulica nosiła nazwę Jedności Robotniczej):
  - Odcinek od Okopowej do Zaroślaka
    - Do 1915 – Am Petershagener Tor (Brama Pietraszewska)
    - 1915–1922 – Am Mennoniten Kirchhof (Przy Cmentarzu Mennonitów) + Zweite Petershagen (Drugie Pietraszewo)
    - 1922–1933 – Südpromenade (Południowa Promenada)
    - 1933–1945 – Günter-Schaffer-Wall
    - 1945–1948 – Oruńska 1

  - odcinek Zaroślak – kościół św. Ignacego
    - Do 1945 – Altschottland (Stare Szkoty)
    - 1945–1948 – Oruńska 1

  - odcinek kościół św. Ignacego – dawne kino „Kosmos”
    - Do 1945 – Stadtgebiet (Obszar Miejski)
    - 1945–1948 – Oruńska 2

  - odcinek od dawnego kina „Kosmos” do granicy miasta
    - Do 1933 – Hauptstraße (Główna)
    - 1933–1945 – Horst-Wessel-Straße
    - 1945–1948 – Oruńska 3
- Wołyńska – Große Trift (Wielki Wygon)
- Zawiejska – Hinterweg (Tylna Droga)
- Żuławska – Niederfeld (Dolnik) (najdłuższa ulica), w 1942 część północna zabudowana przez Wohnungsverein[46][47].

W 2016 na terenie dzielnicy Orunia-św. Wojciech-Lipce znajdowało się 77 ulic.

## Komunikacja

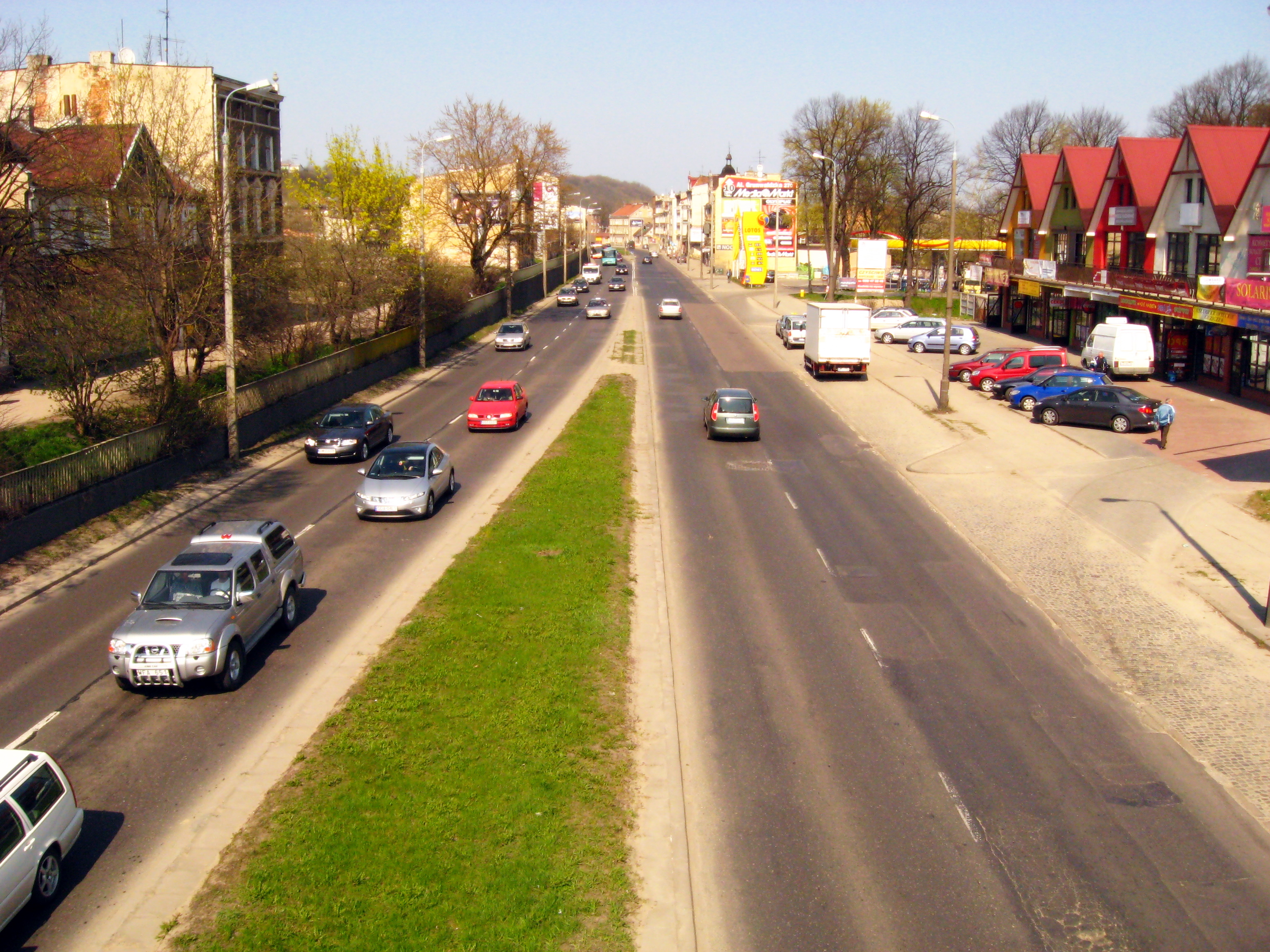
Trakt św. Wojciecha – główna ulica Oruni

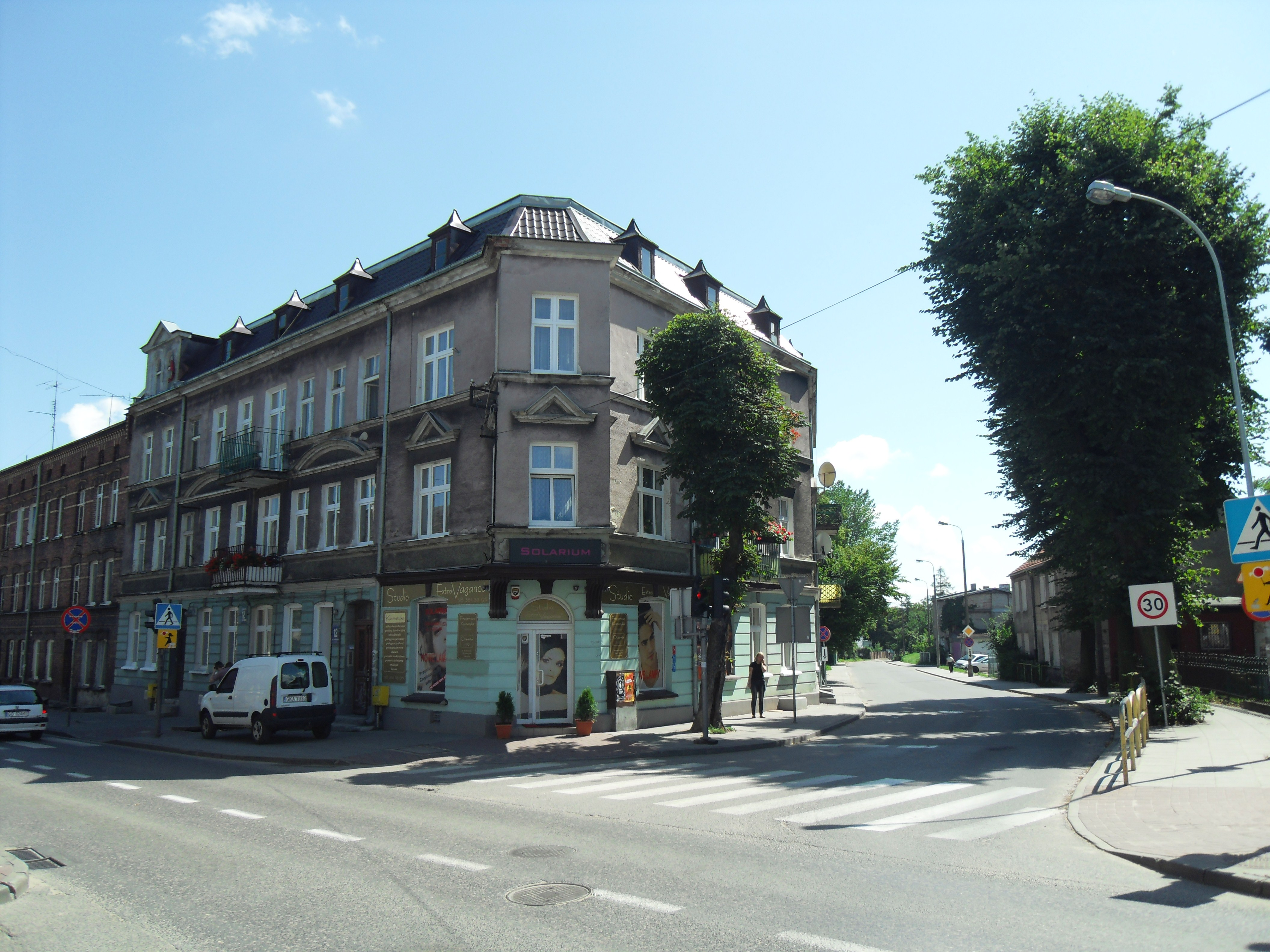
Ul. Podmiejska – jedna z głównych ulic Oruni

Orunia, z racji sąsiadowania ze Śródmieściem, jest dość dobrze z nim skomunikowana. Pasażerowie do wyboru mają autobusy i pociągi zatrzymujące się na stacji Gdańsk Orunia.
Przez Orunię przebiegają linia kolejowa Warszawa-Gdańsk oraz linie towarowe: 226 i 721.
Na Oruni znajduje się także stacja techniczna Gdańsk Południowy.

### Drogi
Przez Orunię przechodzi droga krajowa nr 91 (E75). Przebiega ona przez całą długość osiedla oraz dzielnicy i nosi nazwę Trakt św. Wojciecha.
Oprócz tego przez osiedle przechodzą dwie drogi wojewódzkie: droga wojewódzka nr 221, w postaci ulic: Podmiejskiej i Małomiejskiej, oraz droga wojewódzka nr 222, w postaci ulicy Starogardzkiej.
W 2020 zainstalowano elementy infrastruktury, spowalniające ruch na ul. Nowiny i Raduńskiej.

## Gospodarka
Orunia klasyfikowana jest jako dzielnica mieszkalno-przemysłowa. Występują tu zakłady przemysłowe m.in. z branż:

### Branża mechaniczna
- Zremb Gdańsk
- Pomorskie Przedsiębiorstwo Mechaniczno-Torowe
- Instal

### Branża budowlana
- Cemet
- Izolmat
- Ecol-Unicorn

### Uprawa ziemi

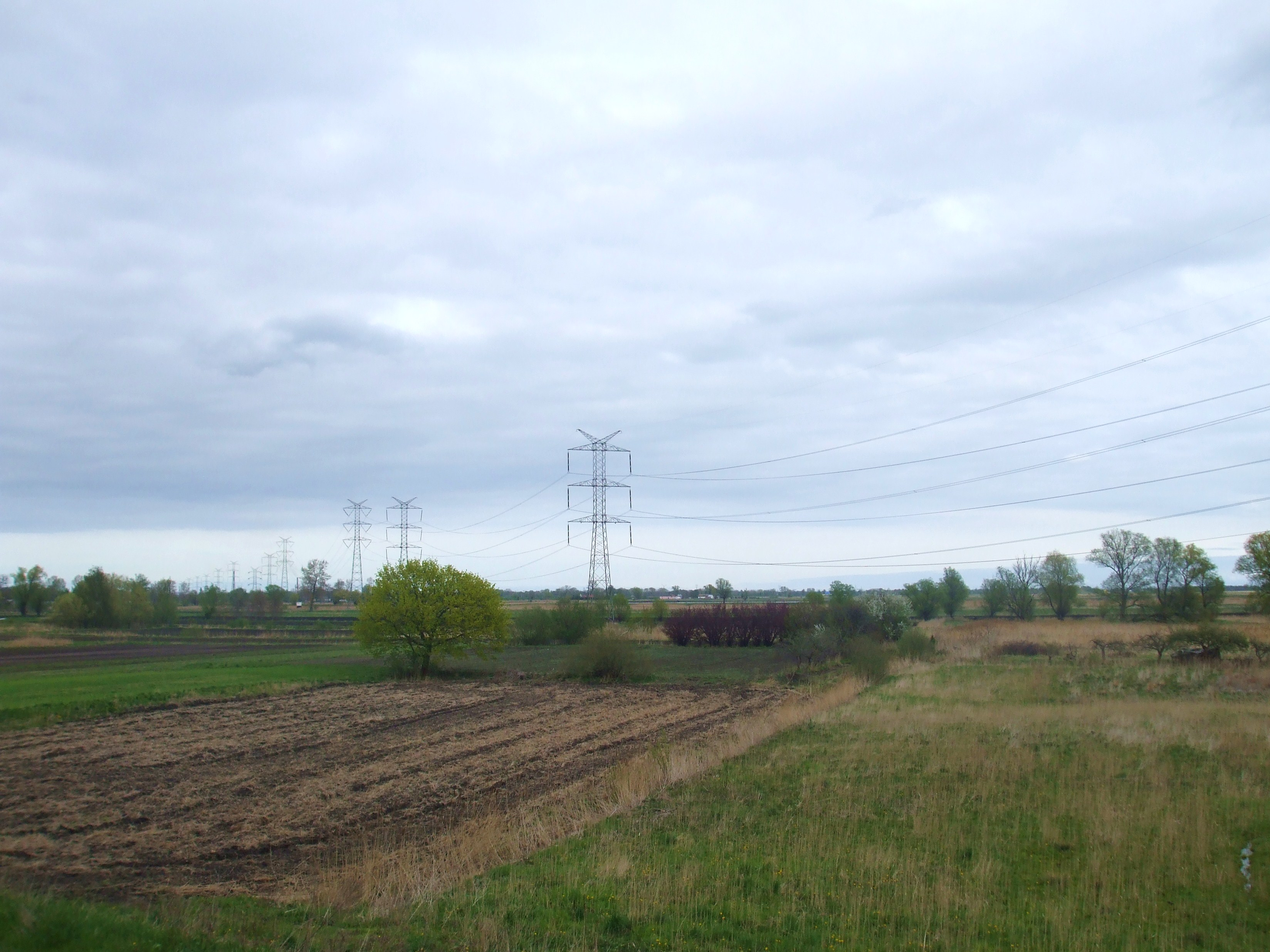
Dużą część osiedla zajmują uprawy

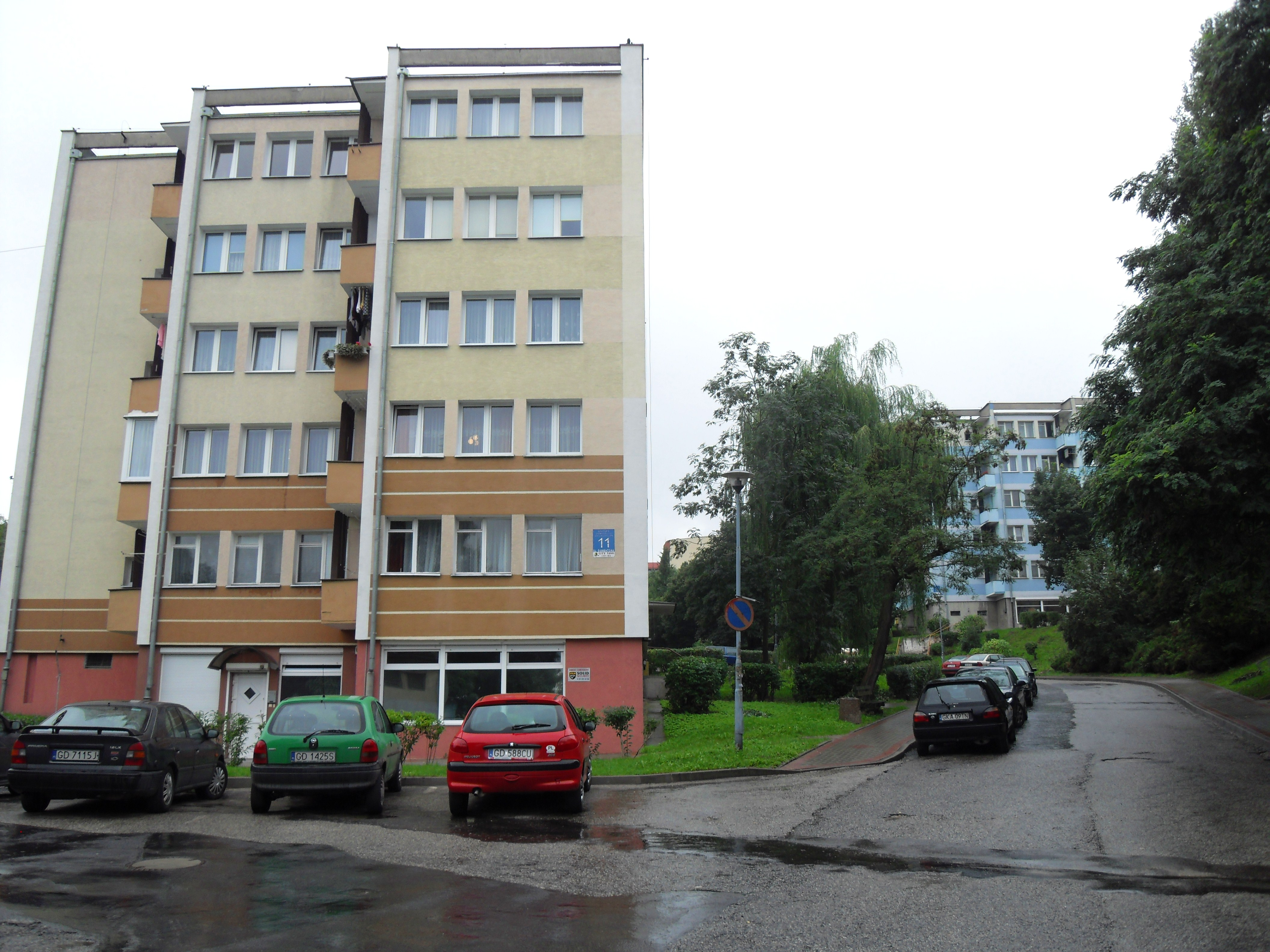
Nowsza zabudowa – Ptaszniki

W ciągu ulicy Żuławskiej znajduje się dużo gospodarstw rolniczych i ogrodnictw. Firma przetwórcza Lutkiewicz funkcjonuje na rynku krajowym. Prócz tego na Oruni znajduje się 6 zrzeszonych ogrodów działkowych.

## Instytucje

### Media
W latach 1989–1996 z inicjatywy właściciela warsztatu napraw telewizorów przy ulicy Nowiny Zbigniewa Klewiado, powstała pierwsza niezależna telewizja w Polsce. Sky Orunia na żywo, bez obróbki, emitowała reportaże z życia dzielnicy, kreskówki dla dzieci, transmitowała msze kościelne, a wieczorami pokazywała filmy fabularne. Telewizja zasięgiem obejmowała całą Orunię oraz części Śródmieścia, Chełmu i Ujeściska.

### Oświata
- Państwowa Szkoła Muzyczna I stopnia im. Henryka Wieniawskiego
- Zespół Szkół Inżynierii Środowiska
  - Technikum nr 14
  - XIV Liceum Profilowane
  - Zasadnicza Szkoła Zawodowa nr 14
- Zespół Szkół Przemysłu Spożywczego i Chemicznego im. Marii Skłodowskiej-Curie[50]
  - Technikum nr 8
  - Zasadnicza Szkoła Zawodowa nr 8
- Zespół Kształcenia Podstawowego i Gimnazjalnego nr 5 im. A. Struga[51]
  - Szkoła Podstawowa nr 56
  - Gimnazjum nr 5
- Gimnazjum nr 10[52]
- Szkoła Podstawowa nr 16[53]
- Miejski Dom Kultury Dworek Artura
- VII Liceum Ogólnokształcące im. Józefa Wybickiego
- Polsko-Japońska Akademia Technik Komputerowych
- Gdańskie Liceum Ogólnokształcące

### Ogólne
- Pomorski Ośrodek Ruchu Drogowego[54]
- KRUS Gdańsk[55]
- Narodowe Centrum Tatarów Rzeczypospolitej
- Gdańska Fundacja im. św. Brata Alberta – schronisko dla bezdomnych[56]

### Związki wyznaniowe
- Parafia św. Jana Bosko
- Parafia św. Ignacego Loyoli
- Sala królestwa Świadków Jehowy[57]

## Kultura masowa
W latach 90. Orunia pojawiała się w twórczości Kazika Staszewskiego. Wzmianka o osiedlu znajduje się w tekście piosenki „Mars napada”. Ponadto na Oruni nakręcono teledyski do utworów „Na mojej ulicy” z płyty Spalaj się! oraz „Polska” zespołu Kult. O swoich inspiracjach Kazik mówił potem:
Gdańsk Orunia, najgroźniejsza dzielnica w Trójmieście
Ponadto w Oruńskim Domu Kultury Yach Paszkiewicz realizował teledyski do utworów: „Głowy Lenina” Elektrycznych Gitar, „Karnawał” zespołu Voo Voo i „Kryminał” grupy Oczi Cziorne.